# Антигель
Антигель (фр. аntigel — незамерзающий, предохраняющий от замерзания, добавка, повышающая морозостойкость) — общепринятое название депрессорных присадок для дизельного топлива. Антигели применяются для улучшения низкотемпературных характеристик дизельного топлива.

## История
История развития депрессорных присадок к различным нефтепродуктам, преимущественно к маслам, ведёт отсчет с 1931 г., когда была получена синтетическая присадка к маслам — парафлоу. Работы в направлении создания депрессорных присадок к дизельным топливам начались с середины 60-х годов 20-го столетия. Столь позднее обращение исследователей к данной проблеме объясняется тем, что депрессорные присадки, существенно снижая температуру застывания топлива, практически не влияют на температуру его помутнения. А именно эта температура долгое время считалась основным критерием в определении пригодности топлив к применению в зимнее время. Позже было выяснено, что не температура помутнения является определяющим фактором в решении вопроса использования топлив при низких температурах, а такие показатели, как температура текучести и прокачиваемости топлива, предельная температура фильтруемости. Лишь после этого стали интенсивно развиваться исследования по синтезу депрессорных присадок для дизельных топлив. Ориентировочно за 1965—1969 гг. было получено всего 10 патентов на депрессорные присадки к дизельным топливам, а за 1975—1984 гг. оно превысило 110. Подавляющее число патентов (около 90 %) описывают в качестве депрессорных присадок полимерные вещества, среди которых преобладающим типом являются сополимеры этилена с различными мономерами. Причём 83 % из них являются сополимерами этилена и винилацетата.

## Классификация
Известные в настоящее время депрессорные присадки к дизельным топливам по их химической природе можно классифицировать следующим образом:
- сополимеры этилена с полярными мономерами (сополимеры этилен-винилацетата и их композиции, тройные сополимеры на основе этилена и винилацетата, сополимеры этилена с другими полярными мономерами);
- продукты полиолефинового типа (сополимеры этилен-пропилена, этилен-пропилен-диена и продукты их деструкции, сополимеры α-олефинов, модифицированные полиолефины);
- полиметакрилатные присадки (полиалкил(мет)акрилаты, сополимеры алкил(мет)акрилатов);
- химические вещества неполимерного типа (алкилнафталины; эфиры многоатомных кислот и спиртов; амиды, содержащие длинные алкилы).

### Сополимеры этилена с полярными мономерами
Эту группу депрессорных присадок составляют разнообразные бинарные и тройные сополимеры этилена с такими полярными мономерами, как простые и сложные виниловые эфиры, ненасыщенные кетоны, эфиры и амиды ненасыщенных кислот. В общем виде они представляют собой полиметиленовую цепь, боковые ответвления которой — различные функциональные (чаще всего кислородсодержащие) группы. Среди широкого ассортимента депрессорных присадок, поставляемых сегодня различными зарубежными фирмами на мировой рынок, все ещё большое место занимают присадки, основу которых составляют сополимеры этилена с винилацетатом.

### Присадки полиолефинового типа
Депрессорными свойствами обладает простейший из полиолефинов — низкомолекулярный разветвленный полиэтилен (НМПЭ), являющийся побочным продуктом при производстве полиэтилена высокого давления. Такой полиэтилен можно использовать в качестве депрессора к печным топливам. НМПЭ эффективен и в летних дизельных топливах, понижая температуру их застывания и фильтруемости до 120С при содержании 0,1 — 0,2 % масс. К сожалению, в присутствии НМПЭ ухудшается коэффициент фильтруемости дизельного топлива. Установлено, что свойства НМПЭ (молекулярная масса 1800-4200) как депрессора к дизельным топливам улучшаются в результате удаления высокомолекулярных фракций центрифугированием.

### Полиметакрилатные присадки
Возрастает интерес к полиметакрилатным депрессорным присадкам для дизельных топлив, хотя одной из первых серьезных публикаций по синтезу и исследованию полиалкилметакрилатов в качестве депрессоров была работа, опубликованная ещё в 1964 г. Современные тенденции в области полиалкилметакрилатных ДП для дизельных топлив основаны на получении сополимеров высших алкил(мет)акрилатов и виниловых мономеров типа винилацетата. Отмечается перспективность этого направления, так как, с одной стороны, присадки на основе соединений этого класса обладают высокой эффективностью в ДТ (они способны понижать температуру помутнения зимних сортов дизельных топлив), с другой, — их отличает использование простого технологического процесса при получении (атмосферное давление, стандартное оборудование, невысокие температуры — менее 1000 градусов по Цельсию).

### Неполимерные (конденсационные) депрессорные присадки
Алкилнафталины и алкилфенольные соединения, представляемые такими известными депрессорами к маслам, как присадки АзНИИ и АзНИИ-ЦИАТИМ-1, оказались малоэффективными при введении их в дизельные топлива. Однако эти присадки могут быть использованы в составе композиций с другими депрессорными присадками.
Наибольшее распространение среди неполимерных депрессорных присадок получили сложноэфирные (кислородсодержащие) и амидные (азотсодержащие) присадки, получаемые по реакциям этерификации и амидирования.

## Сравнение эффективности присадок основных классов
Анализ данных табл. 1 показывает, что по расходу полимерные и сополимерные депрессорные присадки — антигели, имеющие в своем составе кислородсодержащие функциональные группы, — превосходят присадки других классов. По депрессии температуры застывания все присадки находятся на одном уровне. Эффект депрессии предельной температуры фильтруемости, за исключением полиолефиновых присадок, также приблизительно одинаков для всех присадок. По двум последним показателям полиолефиновые присадки уступают всем остальным. При понижении температуры помутнения особенно эффективны полиметакрилатные и поликонденсационные присадки. Причём последние этот эффект обнаруживают и для летних дизельных топлив. С точки зрения технологических параметров несомненные преимущества остаются за полиметакрилатными и конденсационными присадками. Сополимеры этилена и винилацетата, имея некоторые преимущества перед другими присадками по основным низкотемпературным показателям, характеризуются самыми неблагоприятными условиями синтеза. Именно по этой причине в России они не получили достаточного распространения. Следует отметить, что при практически равных стартовых позициях полиметакрилатных и конденсационных присадок синтезу и разработке технологии получения последних не уделялось достаточного внимания. Проведение исследований преимущественно на полимерных депрессорных присадках оставило без внимания такие преимущества конденсационных присадок, как простота технологии их получения, безотходность производства и доступность сырьевых источников, достаточная гибкость при конструировании их химического строения, отсутствие ограничений при введении в их состав любых гетероатомов. И, может быть, главное — хорошие перспективы этих присадок по снижению температуры помутнения дизельных топлив.
| Тип присадки                                    | Молекулярная масса                   | Расход присадок, %масс. | Максимальная (оптимальная) депрессия, 0С | Максимальная (оптимальная) депрессия, 0С | Максимальная (оптимальная) депрессия, 0С |
| ----------------------------------------------- | ------------------------------------ | ----------------------- | ---------------------------------------- | ---------------------------------------- | ---------------------------------------- |
| Тип присадки                                    | Молекулярная масса                   | Расход присадок, %масс. | tз                                       | tф                                       | tп                                       |
| 1                                               | 2                                    | 3                       | 4                                        | 5                                        | 6                                        |
| Сополимеры этилена и винилацетата               | 2000-3000                            | 0,01-0,1                | 30 и более                               | 15                                       | отс.                                     |
| Поли(мет)-акрилатные и их сополимеры            | 26000-35000                          | 0,05                    | 19-24                                    | 8-19                                     | от 0 до 10                               |
| Полиолефиновые (сополимеры этилена и пропилена) | от 2000 до 90000                     | 0,3                     | 26-29                                    | —                                        | -                                        |
| Полиолефиновые (полиэтилен)                     | —                                    | 0,05                    | 19                                       | 7                                        | -                                        |
| Конденсационные (неполимерные)                  | ориентировочно от 1000 до 5000-10000 | 0,1-0,3                 | 22-35                                    | 12-18                                    | до 7                                     |

## Механизм действия депрессорных присадок в нефтях и нефтепродуктах
Изучение механизма действия депрессорных присадок имеет не только теоретическое, но и непосредственное практическое значение для целенаправленного синтеза присадок и их рационального использования. Несмотря на многочисленные исследования и существование различных теорий, не существует единого общепринятого взгляда на механизм действия депрессорных присадок.
Действие депрессорных присадок заключается:
- в их способности в момент формирования дисперсной фазы в парафинсодержащих системах совмещаться с дисперсными частицами твёрдых углеводородов путём адсорбции или внедрения в структуру кристаллов твёрдых углеводородов;
- в изменении размеров, формы и строения (молекулярной структуры) частиц дисперсной фазы, а в некоторых случаях в повышении растворимости твёрдых углеводородов;
- в создании на поверхности частиц твёрдой фазы энергетического барьера за счёт сил отталкивания той или иной природы, который препятствует в определённых условиях притяжению и коагуляции частиц дисперсной фазы.

Основная масса кристаллов парафина в нефтях имеет размеры порядка 1-3 мкм. Кристаллы парафина в отсутствии поверхностно-активных веществ достаточно анизодиаметричны: они представляют собой пластинки в среднем длиной 14÷26 мкм, толщиной 0,1-0,2 мкм и шириной 2-3 мкм. Незначительное число кристаллов имеет длину 7÷8 мкм и ширину 1÷2 мкм. При очень медленном охлаждении, например со скоростью 1 град/ч, можно получить кристаллы н-алканов размером более 100 мкм. Однако в парафинсодержащих системах имеются и частицы коллоидных размеров. Рентгенографические исследования показали существование частиц парафина и церезина размером 5·10-6 см.
Взаимодействуя с парафиновыми углеводородами, депрессоры изменяют их форму и размер кристаллов и поэтому часто рассматриваются как модификаторы кристаллической структуры. В большинстве случаев в присутствии антигелей размер кристаллов парафина уменьшается. Причём кристаллы как бы округляются, то есть степень их анизодиаметричности уменьшается. Это происходит потому, что боковые грани кристаллов блокируются адсорбируемыми присадками, и рост кристаллов происходит за счёт дислокаций по их поверхности. На уменьшении размеров кристаллов парафинов основано использование депрессорных присадок в топливах с целью улучшения их фильтруемости при низких температурах.

## Факторы, определяющие эффективность присадок в дизельных топливах
Эффективность депрессорных присадок в дизельных топливах определяется депрессией температуры застывания, температуры помутнения, предельной температуры фильтруемости, достигаемых в их присутствии, и концентрацией присадок, обеспечивающей максимальный депрессорный эффект. На эффективность депрессорных присадок оказывают влияние следующие факторы: строение, концентрация присадок и их молекулярная масса; вязкость и химический состав дизельных топлив; содержание и природа присутствующих в них твёрдых углеводородов и асфальто-смолистых веществ.
Введение уже небольших количеств депрессора в топливо в большинстве случаев способствует достаточно резкому снижению температуры их застывания. При достижении некоторой предельной концентрации депрессора в топливе его влияние на температуру застывания топлива уменьшается, и дальнейшее увеличение содержания депрессора может привести к повышению его температуры застывания. Аналогичная закономерность наблюдается для предельной температуры фильтруемости дизельных топлив. В топливах нафтенового основания, как правило, оптимальная концентрация депрессора ниже, чем в парафинистых топливах. Эффективность депрессоров в сильной степени зависит от природы и состава топлив и мало зависит от исходного значения температур их застывания и предельной температуры фильтруемости. Эффективность депрессорных присадок определяется как суммарным содержанием н-парафинов в дизельном топливе, так и их распределением. Дизельные топлива с широким диапазоном распределения н-парафинов по их молекулярной массе и невысокой суммарной концентрацией н-парафинов более чувствительны к депрессорным присадкам, чем топлива с узким распределением и высокой суммарной концентрацией н-парафинов.

## Химмотологические требования, предъявляемые к современным многофункциональным антигелям
На сегодняшний день современные автомобили, оснащенные дизельными двигателями, предъявляют ряд требований к топливу. Например, топливо стандартов Евро 4, Евро 5 обладает рядом недостатков. Из-за низкого и ультра низкого содержания серы и её производных резко падает смазывающая способность топлива. В условиях прокачки топлива через форсунки и элементы системы с минимальными зазорами, часто измеряемыми в микрометрах, смазывающие свойства топлива играют не последнюю роль в сохранении ресурса этих элементов топливной системы. Поэтому использование простых депрессорных присадок, вместо качественных композиций может привести к снижению ресурса топливных элементов и системы в целом. Поэтому многие производители в последнее время вывели на рынок многофункциональные композиции со следующими требованиями, предъявляемыми к ним:
- Обеспечение сохранности и увеличение ресурса топливной системы автомобиля
- Понижение температуры застывания дизельного топлива
- Снижение предельной температуры фильтруемости
- Повышение смазывающих свойств дизельного топлива
- Обеспечение мягкого очищения форсунок и топливной арматуры
- Коррекция цетанового числа дизельного топлива

## Американский рынок присадок в дизельное топливо
В октябре 2013 года был закончен анализ розничного рынка присадок в дизельное топливо. Исследование провели специалисты NPD Group. Анализу подверглись около 25000 розничных торговых точек.
| MASS/WHOLESALE |       | AUTO PARTS     |        |
| -------------- | ----- | -------------- | ------ |
| BJ’s           | 186   | Advance        | 3,434  |
| Fred Meyer     | 125   | Auto Zone      | 4,526  |
| Kmart          | 1,306 | CARQUEST       | 2,311  |
| Meijer         | 190   | O’Railly       | 3,717  |
| Pamida         | 185   | Parts Alliance | 443    |
| Sam’s Club     | 602   | Uni-Select     | 241    |
| Sears          | 929   | VIP            | 56     |
| Shopko         | 143   |                |        |
| Target         | 1,742 |                |        |
| Walmart        | 3,656 |                |        |
|                | 9,064 |                | 14,728 |

Американский рынок поделился следующим образом:
| Brand Family  | 12 Months Ending September 2013 | Brand Share Rank | Brand Share |
| ------------- | ------------------------------- | ---------------- | ----------- |
| Grand Total   | 1982469                         |                  | 100         |
| Power Service | 1866750                         | 1                | 94.2        |
| Gumout        | 45234                           | 2                | 2.3         |
| Heet          | 29658                           | 3                | 1.5         |
| Sta-Bil       | 20654                           | 4                | 1           |
| Gunk          | 9966                            | 5                | 0.5         |
| Howe’s        | 4697                            | 6                | 0.2         |
| CRC           | 2007                            | 7                | 0.1         |
| Lucas         | 1771                            | 8                | 0.1         |
| STP           | 1387                            | 9                | 0.1         |
| Star Brite    | 159                             | 10               |             |

## Список литературы
- Davis G.H.B., Blackwood A.J. Improved Paraffin-Base Lubricating Oils//Industrial and engineering chemistry. — 1931. — Vol. 23, №. 12. — P. 1452—1458.
- Тертерян Р. А., Башкатова С. Т. Депрессорные присадки к дизельным топливам. — М.: ЦНИИТЭнефтехим, 1987. — 67 с.
- Б. А. Энглин. Применение жидких топлив при низких температурах. — М.: Химия, 1980. — 208 с.
- Тертерян Р. А.. Депрессорные присадки к нефтям, топливам и маслам. — М.: Химия, 1990. — 238 с.
- Башкатова С. Т. Присадки к дизельным топливам. — М.: Химия, 1994. — 256 с.
- Schultze Georg R., Moos Josef, Göttner Georg-Heinz, Acanal Micdad. Zur Verbesserung des Kälteverhaltens von Dieselkraftstoffen durch Stockpunkterniedriger//Erdöl und Kohle, 1964, V. 17, № 2, s. 100—106.
- Агаев С. Г. Влияние ПАВ на поведение дисперсных систем нефтяных твёрдых углеводородов в электрическом поле // Дис.канд.техн.наук.-М.:МИНХ и ГП им. И. М. Губкина, 1972.-161с.
- Сюняев З. И., Сюняев Р. З., Сафиева Р. З. Нефтяные дисперсные системы. — М.: Химия, 1990. — 226 с.